# Хайнрихсру
Хайнрихсру (нем. Heinrichsruh) — община в Германии, в земле Мекленбург-Передняя Померания.
Входит в состав района Иккер-Рандов. Подчиняется управлению Торгелов-Фердинандсхоф. Население составляет 277 человек (2009); в 2003 г. — 305. Занимает площадь 16,96 км².
| Год  | Население |
| ---- | --------- |
| 1991 | 286       |
| 1995 | 271       |
| 2000 | 292       |
| 2005 | 291       |
| 2010 | 275       |